# Barings Bank
Barings Bank – najstarszy brytyjski bank inwestycyjny, istniejący od 1762 do 1995 roku.
W 1802 współfinansował (przy 6% oprocentowaniu) zakup Luizjany od Francji przez USA za 15 mln dolarów (80 mln franków), choć Wielka Brytania była już wówczas w stanie wojny z Francją.
W roku 1995 nienależycie kontrolowany makler Nick Leeson doprowadził do strat w wysokości 1,4 mld dol. i w efekcie upadku banku.
ING Groep przejęło bank za symboliczną sumę 1 funta.